# Pedro Bustos
Pedro Andrés Bustos (La Rioja, 10 novembre 1927 – Córdoba, 13 luglio 2024) è stato un cestista argentino.

## Carriera
Con l'Argentina disputò i Campionati del mondo del 1950, vincendo la medaglia d'oro, e i Giochi panamericani di Buenos Aires 1951, vincendo la medaglia d'argento.